# Municipalità regionale della contea di Roussillon
La municipalità regionale della contea di Roussillon è una municipalità regionale di contea del Canada, localizzata nella provincia del Québec, nella regione di Montérégie.
Il suo capoluogo è Saint-Constant.

## Suddivisioni
City e town
- Candiac
- Châteauguay
- Delson
- La Prairie
- Léry
- Mercier
- Saint-Constant
- Sainte-Catherine

Municipalità
- Saint-Mathieu
- Saint-Philippe

Parrocchie
- Saint-Isidore

Riserve native (Non associate alla MRC)
- Kahnawake